# الطفل في الزمن
الطفل في الزمن (بالإنجليزية: The Child in Time)‏ هي رواية للكاتب البريطاني إيان ماك إيوان، نشرت عام 1987. فازت بجائزة ويتبريد الروائية في نفس العام.

## القصة
تدور القصة حول ستيفن وهو مؤلف كتب أطفال وزوجته بعد عامين من اختطاف ابنتهم «كيت» ذات الثلاثة أعوام. وتتناول معاني الفقد والحنين إلى الابنة، وكذلك وصف حياة الأب والأم في غياب ابنتهم.

## روابط خارجية
- الطفل في الزمن على موقع الموسوعة البريطانية (الإنجليزية)